# Pendling (berg i Österrike)
Pendling är ett berg i Österrike.   Det ligger i distriktet Kufstein och förbundslandet Tyrolen, i den centrala delen av landet, 300 km väster om huvudstaden Wien. Toppen på Pendling är 1 563 meter över havet, eller 309 meter över den omgivande terrängen. Bredden vid basen är 3,9 km.
Terrängen runt Pendling är varierad. Närmaste större samhälle är Kufstein, 5,3 km öster om Pendling. 
I omgivningarna runt Pendling växer i huvudsak blandskog. Runt Pendling är det ganska tätbefolkat, med 100 invånare per kvadratkilometer.